# Doaligou (Yamba)
Pour les articles homonymes, voir Doaligou.
Doaligou est une commune rurale située dans le département de Yamba de la province du Gourma dans la région de l'Est au Burkina Faso.

## Géographie
Doaligou est situé à 5 km au Sud de Yamba, le chef-lieu du département. Le village forme avec Bonga, Tembou et Kondridoaga un ensemble de localités proches qui partagent des services en commun.

## Santé et éducation
Le centre de soins le plus proche de Doaligou est le centre de santé et de promotion sociale (CSPS) de Yamba.